# Hemieuxoa subforsteri
Hemieuxoa subforsteri är en fjärilsart som beskrevs av Márton Hreblay och Ronkay. Hemieuxoa subforsteri ingår i släktet Hemieuxoa och familjen nattflyn. Inga underarter finns listade i Catalogue of Life.